# Stanisław Lubieniecki młodszy

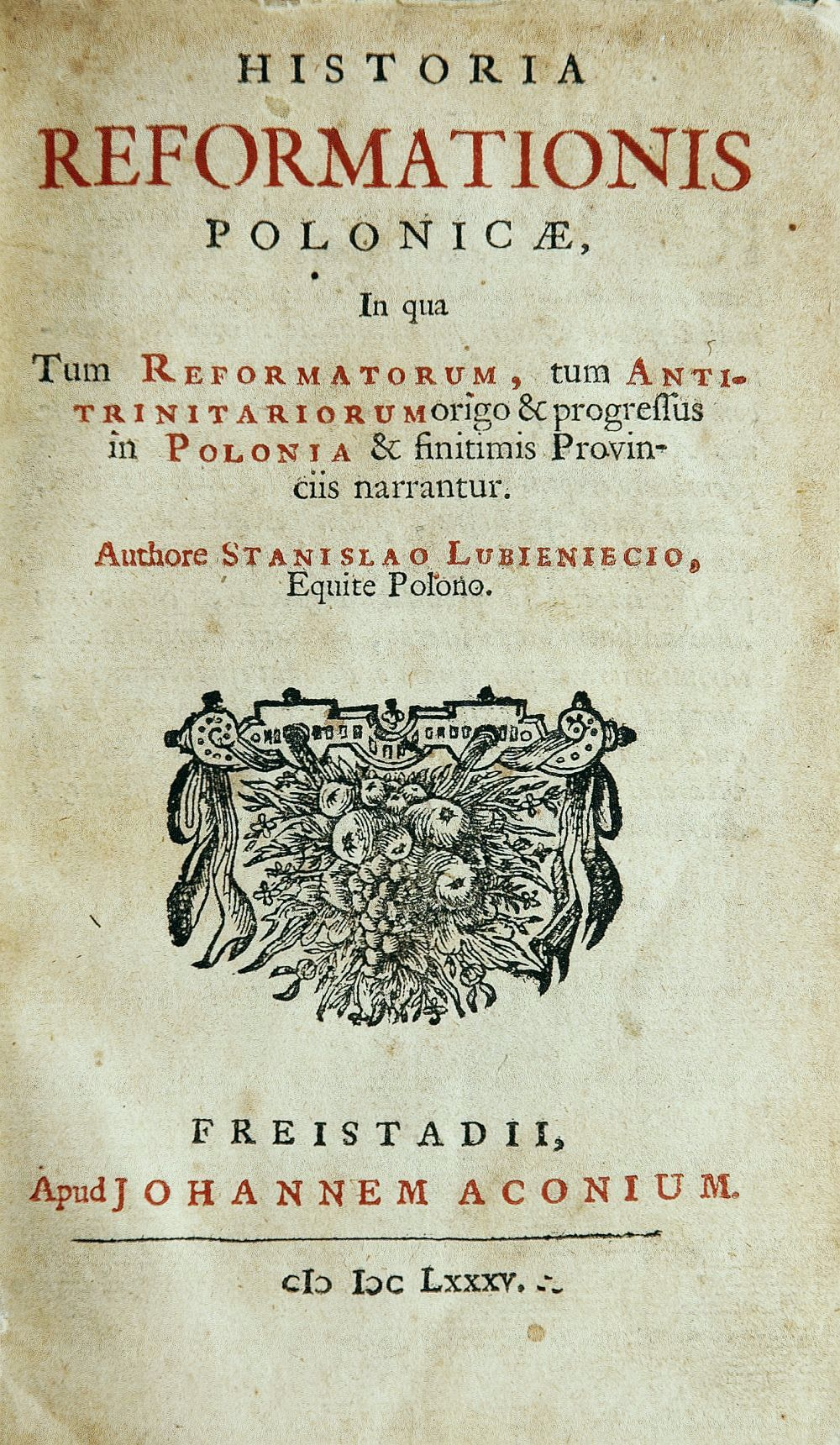
Historia Reformationis Polonicae Stanisława Lubienieckiego jest jednym z pierwszych i najważniejszych opracowań dziejów reformacji w Polsce, opublikowana w języku łacińskim w Amsterdamie dopiero dziesięć lat po śmierci autora. Lubieniecki oparł swoje dzieło na materiałach dziś już zaginionych, dlatego jego Historia Reformacji – pomimo swojej tendencyjności – stanowi pierwszorzędne źródło historii ruchu braci polskich.

Stanisław Lubieniecki herbu Rola, ps. „Christianus Thimoteus, Brutus” (ur. 23 sierpnia 1623 w Rakowie, zm. 18 maja 1675 w Hamburgu) – polski astronom, historyk, pisarz i duchowny kościoła braci polskich zabiegający o odwołanie edyktu z 1658 roku o banicji braci polskich. Jego nazwisko w pismach anglojęzycznych zapisywane jest również jako Lubiniezky lub Lubyenyetsky, rezydent króla polskiego w Hamburgu w latach 1667–1674.

## Rodzina
Był synem Krzysztofa Lubienieckiego Młodszego (1598–1648) i Katarzyny z Filipowskich (zm. po 1663). Jego dziad, Krzysztof Lubieniecki (1561–1624) był w latach 1598–1612 pastorem zboru braci polskich w Lublinie, po 1616 roku osiadł w Rakowie, gdzie zmarł w lutym 1624. Również ojciec Stanisława był pastorem braci polskich, w latach 1619–1626 w Rakowie, i od 1626 roku do śmierci w Lublinie. Stanisław miał dwóch braci i dwie siostry.
W 1652 roku poślubił Zofię Brzeską (pochowana 2 czerwca 1695 w Amsterdamie) z którą miał pięcioro dzieci:
1. Katarzynę
2. Gryzellę – obie córki obie zatrute razem z ojcem i zmarły w 1675 roku
3. Teodora Lubienieckiego, malarza
4. Pawła Jana (zm. po 1675), wojskowego w Danii i Szwecji
5. Krzysztofa Lubienieckiego, malarza

## Życiorys
Studiował na Akademii Rakowskiej, a po jej likwidacji w 1638 naukę kontynuował w Kisielinie na Wołyniu. W 1644 wyjechał do Torunia, gdzie pobierał nauki prywatne. Korzystając ze stypendium zborowego, kontynuował naukę we Francji oraz Niderlandach w latach 1646–1650.
W 1646 zapisał się na uniwersytet w Orleanie, po roku przeniósł się do kalwińskiej uczelni w Saumur, potem zapisał się na katolicki uniwersytet w Angers. W Paryżu pozostawał w kontaktach z tamtejszym ukrytym środowiskiem socynian. W 1649 zapisał się na uniwersytet w Lejdzie, gdzie odbył rozmowę z Kartezjuszem na temat ruchu Ziemi. Wkrótce też powrócił do Polski. W 1654 został ministrem zboru braci polskich w Czarkowach. W czasie potopu szwedzkiego 25 października 1655 stanął na czele delegacji braci polskich, która udała się do króla Szwecji Karola X Gustawa by zabiegać o przywrócenie braciom polskim ich swobód wyznaniowych. Schronił się w Krakowie pod opieką garnizonu szwedzkiego. Po kapitulacji miasta 1 września 1657 udał się na Pomorze Szwedzkie. Zajął się pisaniem rozpraw teologicznych, które spotkały się z ostrym atakiem luteran. W 1658 jako członek wspólnoty braci polskich został formalnie skazany na banicję mocą decyzji sejmu.
Nowego protektora uzyskał w osobie króla Danii Fryderyka III.
Jego praca z lat 1666–1668 pt. Theatrum cometicum... została wydrukowana na przełomie lat 1667–1668 w Amsterdamie. To największe siedemnastowieczne dzieło o kometach, jeszcze obecnie wykorzystywane jako źródło cennych informacji naukowych. Zawiera opisy około 600 komet, wszystkich jakie widziano na niebie od biblijnego potopu do 1665 roku. Jeden z kraterów Księżyca został nazwany, na cześć astronoma, jego nazwiskiem: Lubieniecki.
W latach 1666–1669 zamieszkał z rodziną w Hamburgu, gdzie nieustannie był atakowany przez kler luterański. Był tutaj oficjalnie przedstawicielem króla Polski (od ok. 1668 roku), co biorąc pod uwagę, że był wygnańcem z Rzeczypospolitej było dość dwuznaczne. Swoich synów (m.in. Krzysztofa) i bratanka oddał mu na wychowanie podkomorzy kijowski i współwyznawca Stefan Niemirycz.
W 1669 został zmuszony do opuszczenia Hamburga – przeniósł się wówczas do znajdującej się pod panowaniem duńskim Altony. Do Hamburga powrócił na początku 1674 roku. Na skutek oporu luterańskiego duchowieństwa w grudniu 1674 roku rada miejska nakazała mu powrót do miasta. Lubieniecki zwlekał i ostatecznie przeszkodziła mu w tym jego śmierć.
Według jednej z wersji Stanisław Lubieniecki został otruty wraz z dwiema córkami na skutek nieostrożności służącej, która prawdopodobnie ugotowała im potrawę w naczyniu używanym wcześniej do wytapiania rtęci. Większość historyków odrzuca wcześniejsze spekulacje, że został zamordowany z polecenia duchownych luterańskich, którym nie na rękę był pobyt Lubienieckiego w Hamburgu. Ostatnią posługą duszpasterską było osobiste poprowadzenia pogrzebu dwóch córek 16 maja.
Zmarł 18 maja 1675 w Hamburgu, a jego ciało spoczęło na cmentarzu przy katedrze w Altonie koło Hamburga, w placu który wcześniej wykupił.
Przez cały okres wygnania łożył hojnie na ariańskich uchodźców z Rzeczypospolitej.

## Twórczość

### Ważniejsze utwory
- Diariusz drogi krakowskiej i legacjej krystiańskiej do króla JM Karola Gustawa Anno Domini 1655 Octobris..., ogł. J. Tazbir Odrodzenie i Reformacja w Polsce, t. 5 (1960); kopia: Archiwum Główne Akt Dawnych Warszawa, Archiwum Radziwiłłowskie, dz. II, ks. 21, k. 319-337 (opis podróży do Karola Gustawa do Krakowa, w delegacji od ariańskich zborów południowej Małopolski)
- Vindiciae pro unitariorum in Polonia religionis libertate, wyd. C. C. Sandius Bibliotheca Anti-Trinitariorum, Freistadt 1684, s. 267–296
- Polonia moriens suos et exteros alloquitur, 1665; przekł. holenderski pt. Het stervende Polen den zijnen ende den vremden aenspreeckende, Amsterdam 1667, drukarnia P. Alckmaer
- Theatrum cometicum..., cz. 1-3, powst. 1665, wyd. F. Cuper, Amsterdam 1668, drukarnia D. Baccamunde[6]; wyd. następne: Lejda 1681
- Historia reformationis polonicae..., powst. po wrześniu 1664, wyd. Freistadt 1685, drukarnia J. Aconius[1]; przekł. polski: E. Bursche, cz. 1, Rocznik Teologiczny 1938 i odb.; cz. 2, Rocznik Teologiczny 1938 i odb.; cz. 3 przygotowana do wyd., zniszczone 1944; przekł. angielski: E. M. Wilbur, niewydano, wiad. podaje L. Szczucki „Earl Morse Wilbur (1866–1956)”, Odrodzenie i Reformacja w Polsce, t. 3 (1958), s. 317
- Exemplum epistolae, qua viro cuidam magno historiolam commentariorum et vitae ac mortis Jonae Slichtingii p. m. pertexit, wyd. przy: J. Szlichtyng „Commentaria posthuma in plerosque Novi Testamenti libros”, t. 1, Amsterdam (po 1656), Bibliotheca Frstrum Polonorum, t. 7
- Stosowanie Francuzów z Hiszpany, ogł. S. Kot „Descriptio gentium di poeti polacchi del secolo XVII”, Ricerche Slavistiche, t. 6 (1958), s. 170–175; autorstwo wskazał Andrzej Lubieniecki młodszy (zob.) w rękopisie Silva rerum; dzieła w rękopisach wymienia F. S. Bock Historia Antitrinitarorium, t. 1, cz. 1, Królewiec 1744, s. 442–459

### Listy
- Korespondencja z Placentinusem z 1665 roku oraz inne listy, przy: Theatrum cometicum..., cz. 1-3, powst. 1665, wyd. F. Cuper, Amsterdam 1668, drukarnia D. Baccamunde; wyd. następne: Lejda 1681
- Listy do Karola Gustawa, rękopisy: Riksarkivet w Sztokholmie; wiad. podaje A. Mączak „Wyniki poszukiwań źródłowych dotyczących wojny polsko-szwedzkiej 1655–1660, dokonanych w Szwecji w 1955”, Przegląd Historyczny 1956, zeszyt 1, s. 133
- 2 listy od A. Wiszowatego: Mannheim, 25 września 1665; Amsterdam, 16 października 1666; ogł. przy: Theatrum cometicum, cz. 2, Amsterdam 1668, s. 610–614, 618; przekł. polski: I. Lichońska, wyd. Z. Ogonowski „Dwa listy Wiszowatego do S. Lubienieckiego”, Studia i Materiały z Dziejów Nauki Polskiej, t. 4 (1956)
- Listy od różnych osób, ogł.: J. Brant Clarorum virorum epistolae, Amsterdam 1702; J. Brant Epistolae celeberrimorum virorum, Amsterdam 1715; materiały do biografii (wiad. o korespondencji) ze źródeł arch. podaje J. Tazbir Stanisław Lubieniecki, przywódca ariańskiej emigracji, Warszawa 1961